# Raguvamsa

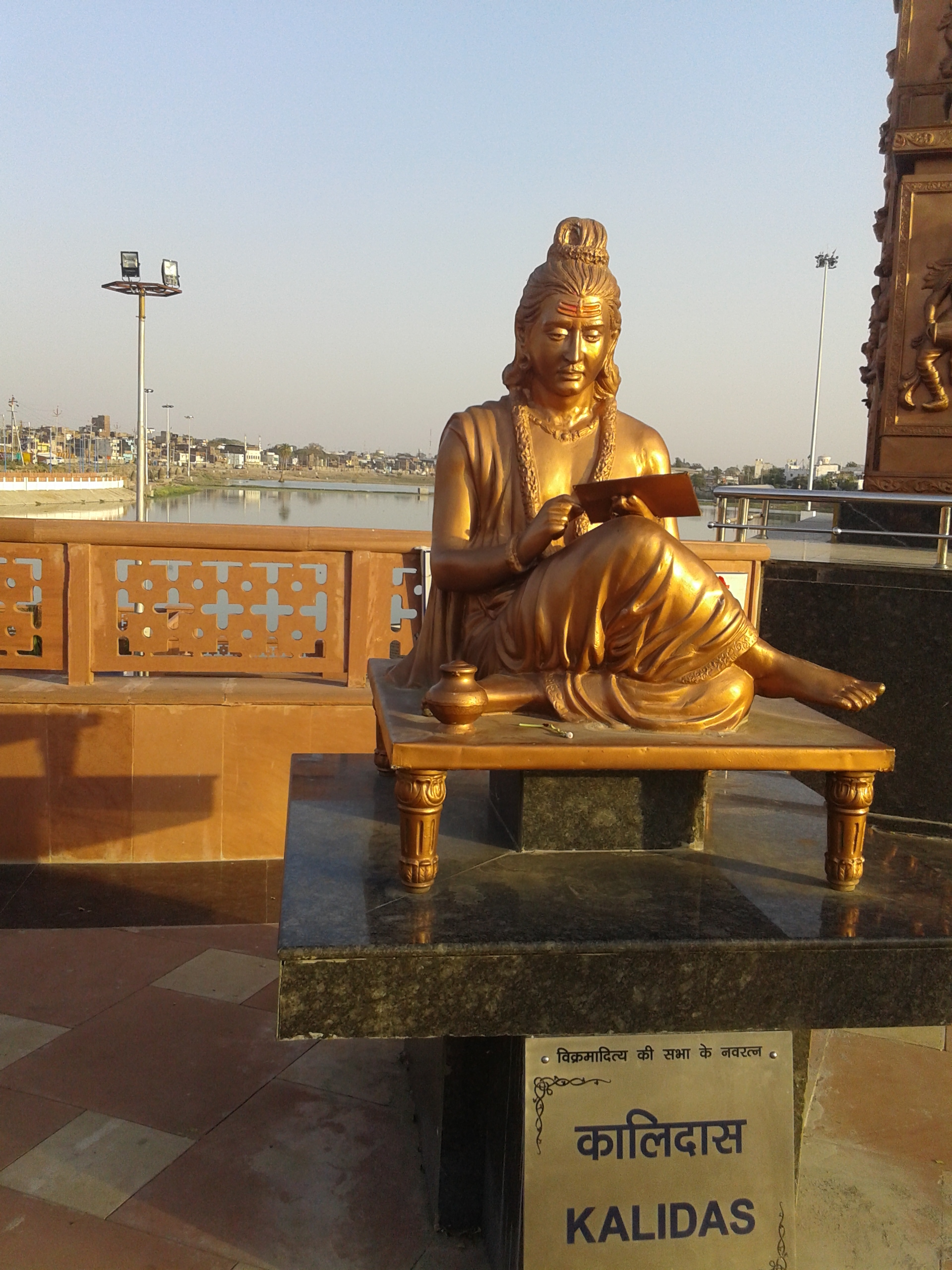
Kālidāsa

Raguvamsa ou Raghuvamsa (em sânscrito:  रघुवंश, Raghuvaṃśa) é um  mahakavya (poema épico) em sânscrito de Kalidasa. Ele narra, em 19 sargas (cantos), as histórias da Dinastia Raghu, em especial da família de Dilipa e e seus descendentes até Agnivarna, quem unclui Raghu, Dasharatha e Rama. O primeiro comentário sobrevivente escrito sobre o trabalho é a do estudioso Kashmirian do século X Vallabhadeva.

## Métrica
O épico é composto em 21 métricas em sânscrito, ou seja, Anuṣṭup, Indravajrā, Upajāti, Upendravajrā, Aupacchandasika, Toṭaka, Drutavilambita, Puṣpitāgrā, Praharṣiṇī, Mañjubhāṣiṇī, Mattamayūra, Mandākrāntā, Mālinī, Rathoddhatā, Vaṃśastha, Vasantatilakā, Vaitālīya, Śārdūlavikrīḍita, Śālinī, Svāgatā e Hariṇī.